# Lytta xanthomeros
Lytta xanthomeros là một loài bọ cánh cứng trong họ Meloidae. Loài này được Fischer miêu tả khoa học năm 1827.